# Кунгак (приток Сарса)
Кунгак (баш. Көнгәк) — река в России, протекает по территории Аскинского района Башкортостана. Устье реки находится в 23 км по левому берегу реки Сарс. Длина реки — 35 км, площадь водосборного бассейна — 194 км².
- В 22 км от устья, по левому берегу реки впадает река Марфа.

## Данные водного реестра
По данным государственного водного реестра России относится к Камскому бассейновому округу, водохозяйственный участок реки — Уфа от Нязепетровского гидроузла до Павловского гидроузла, без реки Ай, речной подбассейн реки — Белая. Речной бассейн реки — Кама.
Код объекта в государственном водном реестре — 10010201112111100023019.